# Ruth Nyström
Ruth Astrid Nyström, född 17 februari 1890 i Västervik, död 29 februari 1984 i Bromma, var en svensk målare, tecknare och skulptör.
Hon var dotter till ingenjören Carl Nyström och Ida Askeroth. Nyström studerade vid Wilhelmsons målarskola i Stockholm samt privat för Alice Nordin och Greta Gerell. Hon fortsatte därefter sina studier för Antoine Bourdelle vid Académie de la Grande Chaumière i Paris 1926–1927 och genom självstudier under längre vistelser i Paris. Hon medverkade i jubileumsutställningen i Eksjö 1938 och i utställningar arrangerade av Föreningen Svenska Konstnärinnor. Bland hennes offentliga arbeten märks gravvården över Kata Dalström. Hennes bildkonst består av barnporträtt, blomstermotiv och Stockholmsmotiv samt småskulpturer baserade på texter från HC Andersens sagor, Frödings dikter och Cervantes Don Quijote. Hennes teckningar har använts som illustrationer i Kata Dalströms liv, öden och äventyr, Stridbar kvinna och Minnen i fackelsken.